# Peñausende

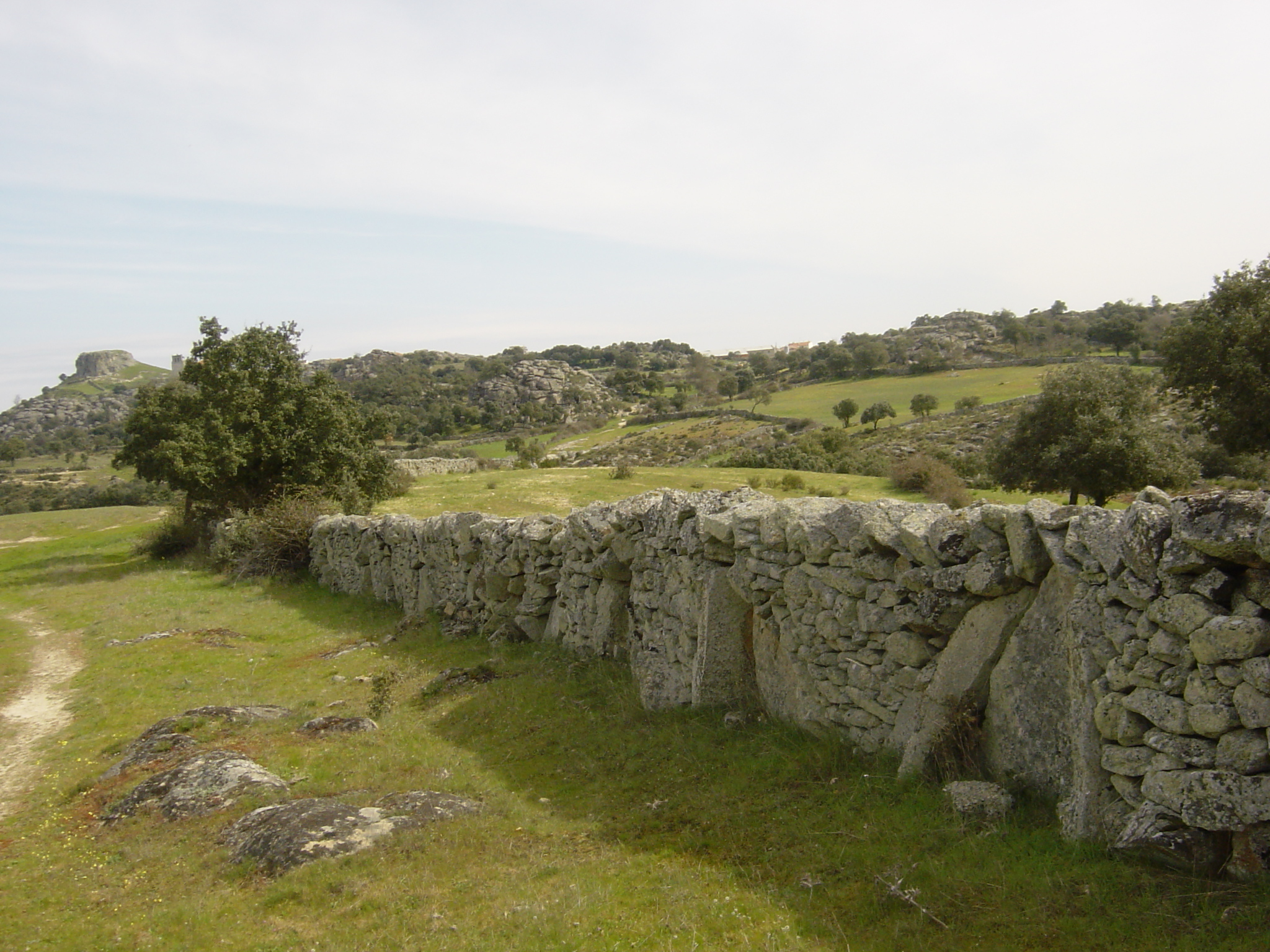
Peñausende – Trockensteinmauer (cortina)

Peñausende ist ein nordwestspanischer Ort und eine aus dem Hauptort und zwei eingemeindeten Weilern (pedanías) bestehende Gemeinde (municipio) mit insgesamt nur noch 375 Einwohnern (Stand: 2024) im Süden der Provinz Zamora in der Autonomen Gemeinschaft Kastilien-León.

## Lage und Klima
Der Ort Peñausende liegt zu Füßen eines dominanten Burgfelsens im Südwesten der Provinz Zamora in einer Höhe von ca. 870 m im Süden der alten Kulturlandschaft Sayago. Die Provinzhauptstadt Zamora ist knapp 29 km (Fahrtstrecke) in nordöstlicher Richtung entfernt. Das gemäßigte Klima wird zeitweise vom Atlantik beeinflusst; Regen (ca. 550 mm/Jahr) fällt vorwiegend im Winterhalbjahr.

## Bevölkerungsentwicklung
| Jahr      | 1857 | 1900 | 1950 | 2000 | 2020 |
| Einwohner | 1242 | 1283 | 1015 | 576  | 384  |

Infolge der Mechanisierung der Landwirtschaft, der Aufgabe von bäuerlichen Kleinbetrieben („Höfesterben“) und der daraus resultierenden Arbeitslosigkeit auf dem Lande ist die Bevölkerung seit den 1950er Jahren kontinuierlich zurückgegangen. Die Eingemeindungen der Weiler Figueruela de Sayago und Tamame im Jahr 1971 hatten nur ein vorübergehendes Bevölkerungswachstum zur Folge.

## Wirtschaft
Die Landwirtschaft, vor allem die Anpflanzung von Oliven-, Weinreben und Obstbäumen sowie die Zucht von Schafen und Ziegen, spielt traditionell die größte Rolle im Wirtschaftsleben der Gemeinde. Daneben fungierte der Ort bereits im Mittelalter als Handels-, Handwerks- und Dienstleistungszentrum für die Weiler und Einzelgehöfte in der Region. Im 19. und 20. Jahrhundert wurden bedeutende Kaolinvorkommen entdeckt und ausgebeutet. Einnahmen aus dem Tourismus in Form der Vermietung von als Ferienwohnungen (casas rurales) genutzten leerstehenden Häusern sind seit den 1960er Jahren hinzugekommen.

## Geschichte
Auf dem Gemeindegebiet wurden kupfer- und bronzezeitliche Kleinfunde gemacht. In vorrömischer Zeit siedelten hier Stammesgruppen vom keltischen Volk der Vettonen, die von den Römern im Jahre 193 v. Chr. unterworfen wurden. Aus westgotischer und islamischer Zeit sind keine Funde bekannt. Die Rückeroberung (reconquista) der nur dünn besiedelten und abgelegenen Gebiete im 10. und 11. Jahrhundert verlief weitgehend kampflos; danach begann die Wieder- – oder besser – Neubesiedlung (repoblación) der Region im Auftrag der Könige von León.

## Sehenswürdigkeiten
- In Peñausende sind die Reste einer Burg (castillo) des Santiagoordens erhalten geblieben, der während der Reconquista eine wichtige Rolle gespielt hat. Der Burgfelsen ist ein beliebter Aussichtspunkt.
- Eine imposante, aus größeren und kleineren Feldsteinen gefügte Trockenmauer befindet sich in der näheren Umgebung des Ortes.
- Die zwischen dem 11. und 13. Jahrhundert aus exakt behauenen Werksteinen errichtete, im 15. und 16. Jahrhundert jedoch umgebaute Iglesia de San Martín ist dem hl. Martin von Tours geweiht. Die schmuck- und portallose Westfassade wird von einem Glockengiebel (espadaña) dominiert; der Eingang befindet sich in der Südvorhalle (portico). Das nahezu fensterlose Kirchenschiff (nave) wird von zwei Schwibbögen überspannt, auf denen eine Holzdecke ruht.
- Der Rest einer Gerichtssäule (rollo) befindet sich auf dem Platz bei der Kirche.
- Die Ermita del Cristo del Humilladero ist ein Bau des 19. Jahrhunderts.

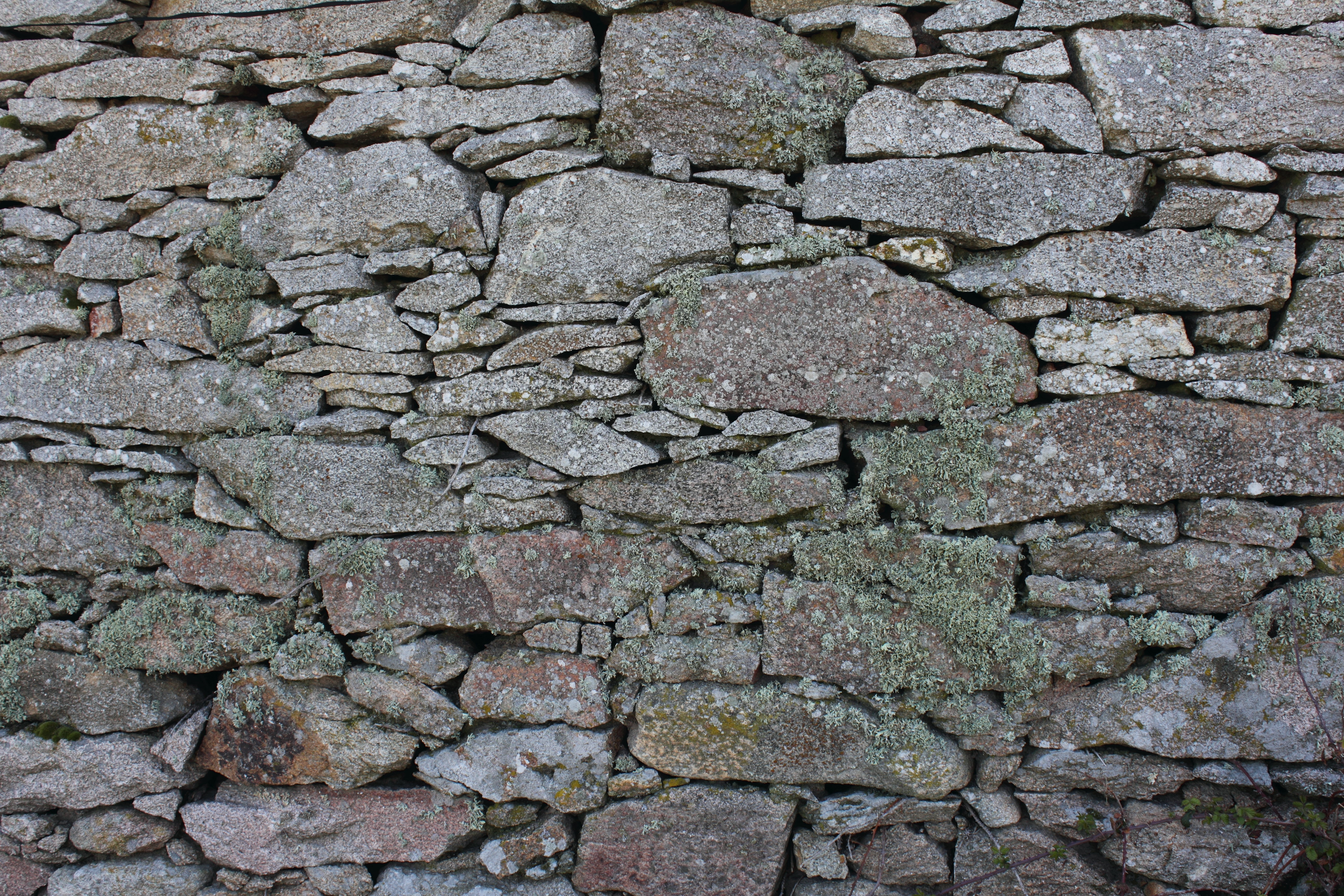
Trockensteinmauer eines Hauses
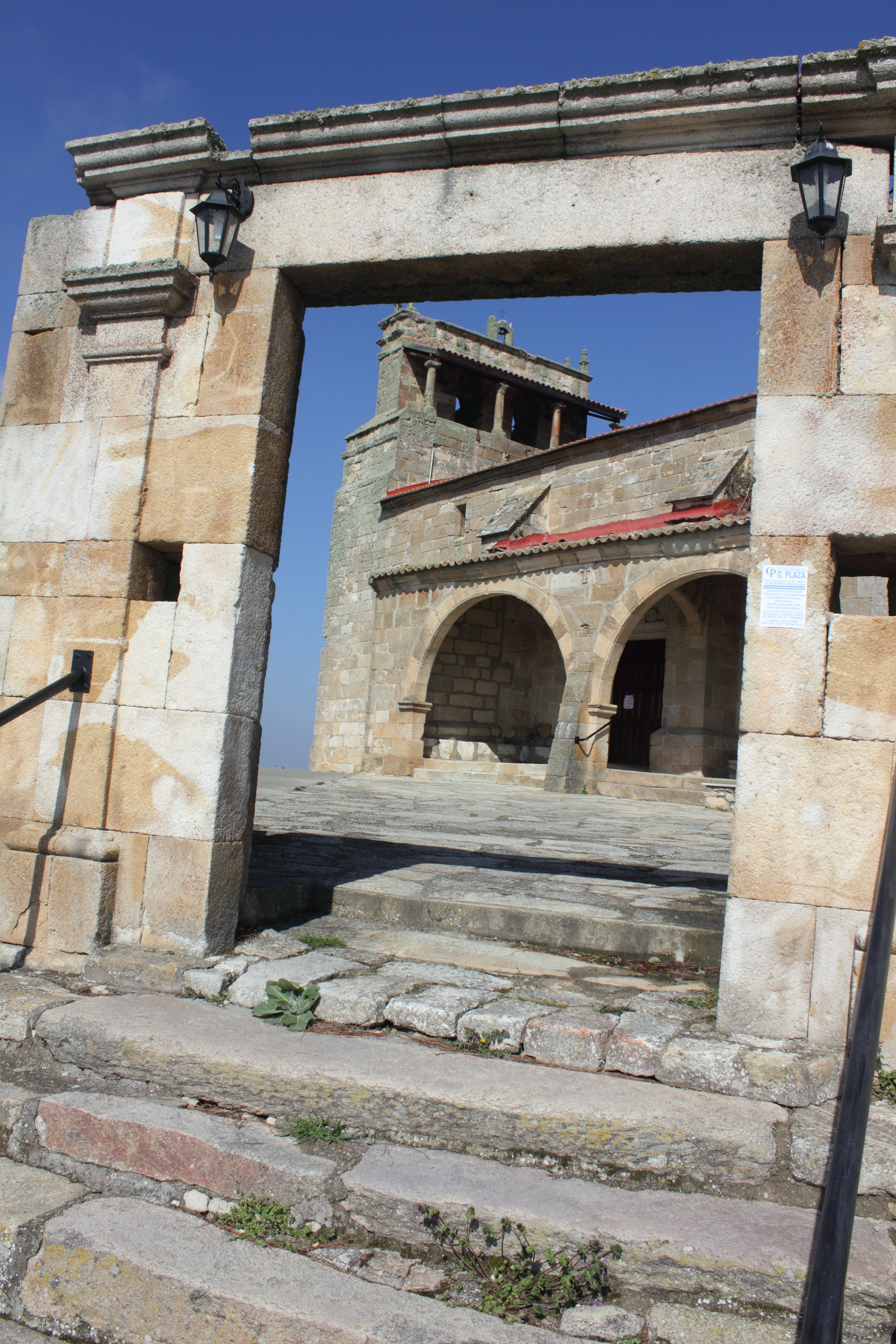
Iglesia de San Martin
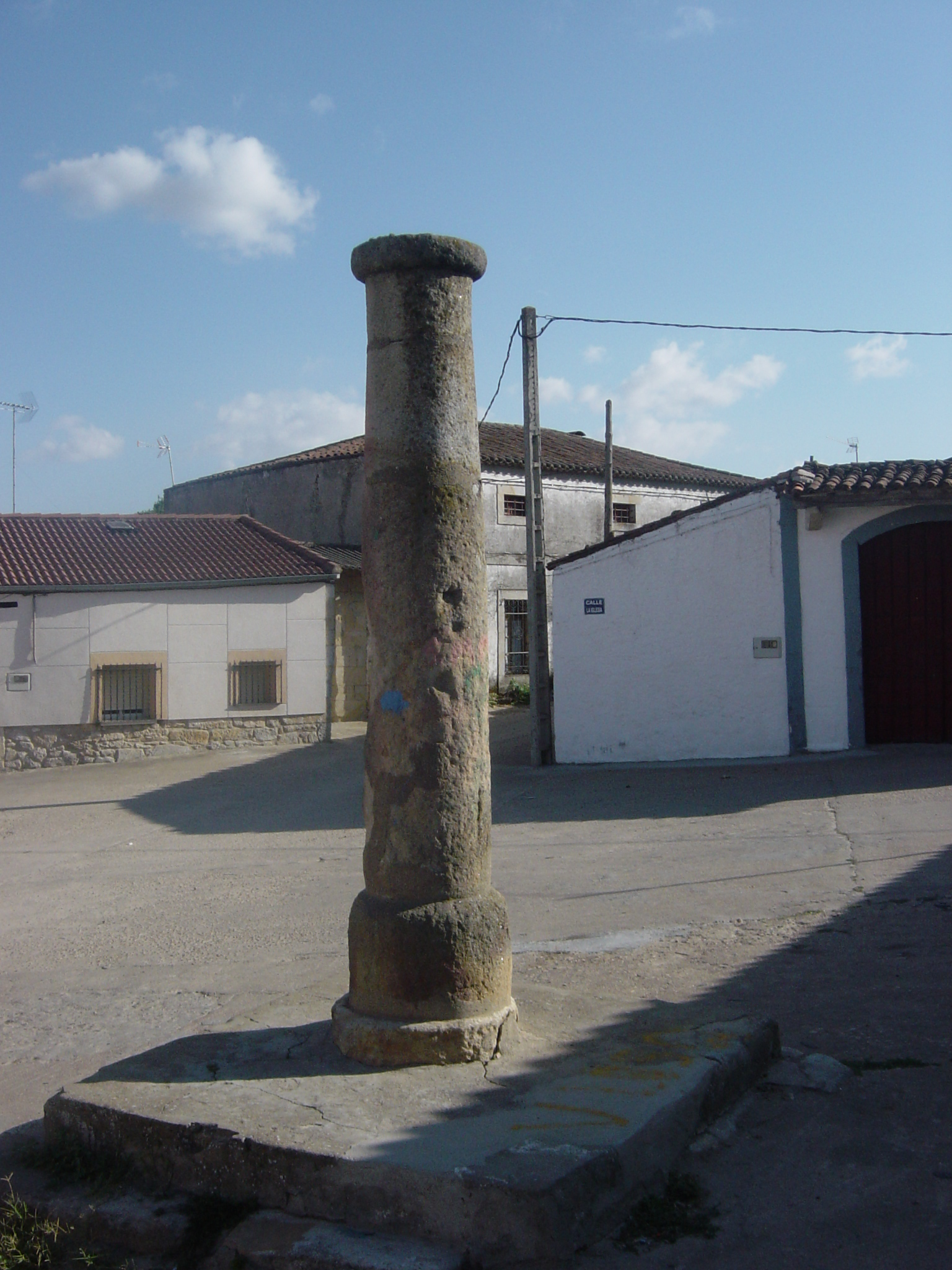
rollo oder picota
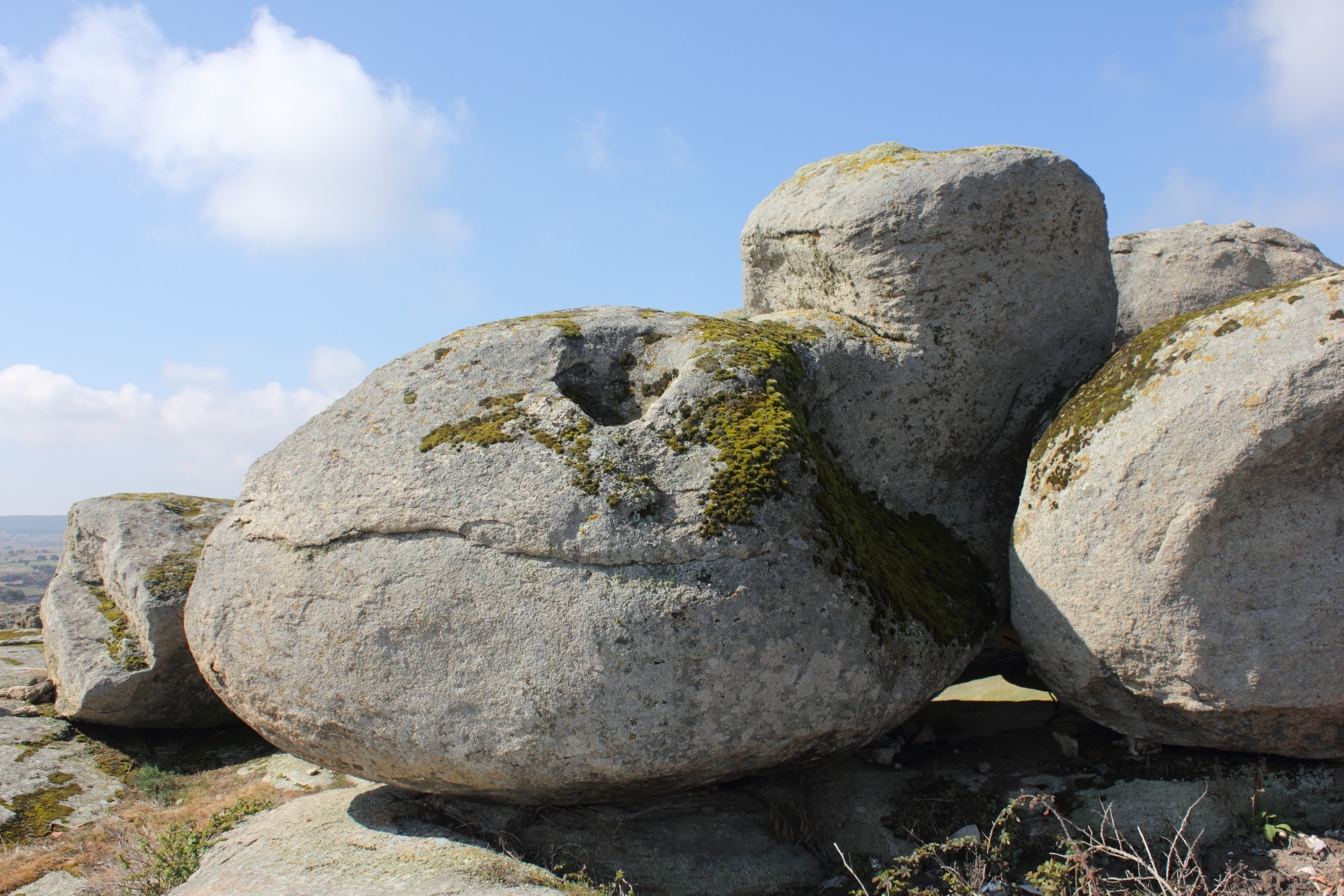
Felsen von Las Peñas
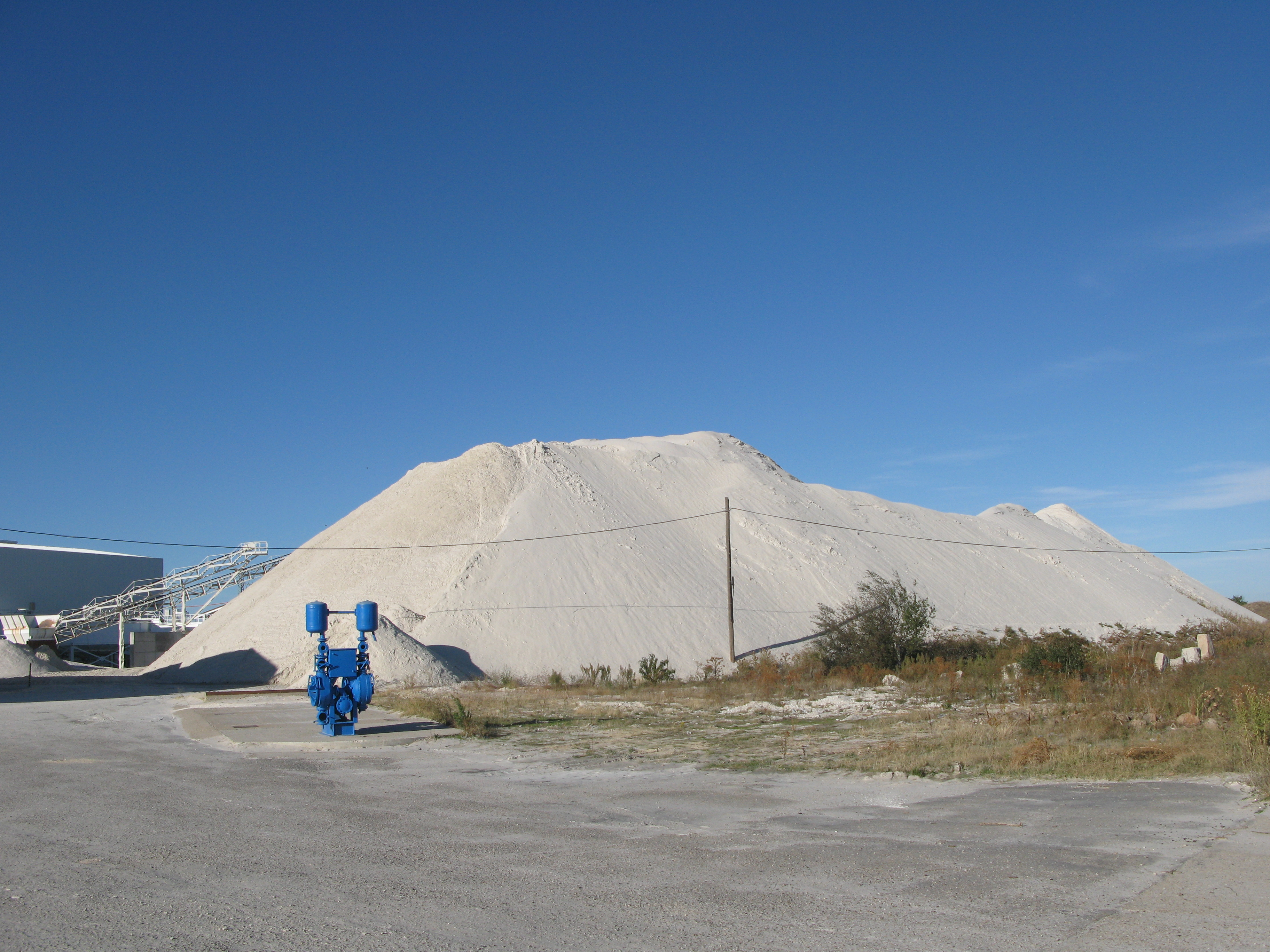
Kaolinit